# Ebenheim
Ebenheim este o comună din landul Thüringen, Germania.
1. ↑  GeoNames